# Yiánnis Móralis
Yiánnis Móralis (grec moderne : Γιάννης Μόραλης), né le 23 avril 1916 à Arta et décédé le 20 décembre 2009, est un peintre grec membre de la « Génération des années 1930 ».

## Biographie
Ses parents vinrent à Athènes en 1927. Il fit ses études à l'École des Beaux-Arts d'Athènes à partir de 1931 et obtint une bourse pour l'École nationale supérieure des beaux-arts de Paris en 1936 : il y étudia jusqu'en 1939.
Il est considéré comme l'un des Maîtres (aussi bien au sens de maîtrise que de celui d'enseignant) du modernisme helléno-centré, de la « Grécité », dont l'élection, rompant avec la tradition, par ses pairs à l'École des Beaux-Arts d'Athènes est considérée comme la preuve manifeste. Il y enseigna de 1947 à 1983. Il fut d'abord l'élève de l'autre « Maître » du modernisme helléno-centré, Fotis Kontoglou.

## Œuvre
Ses thèmes principaux sont Éros et Thanatos ainsi que les liens et l'interpénétration de ces deux symboles : on les retrouve simultanément dans ses tableaux. Ses premières œuvres étaient des portraits, de face sans réelle profondeur de décor (symbole de mort comme dans la peinture antique), reprenant des techniques hellénistiques, de la Renaissance et de Derain comme son maître Fontoglou l'enseignait. Il cree le groupe Armos en 1949, avec notamment Lili Arlioti.
À partir des années 1950, depuis son poste aux Beaux-Arts, il mit la peinture grecque et sa Grécité au diapason de l'Avant-garde européenne. Ainsi, dans des formes rappelant l'art antique, principalement les stèles funéraires, il inscrivait des adolescentes pré-pubères et des jeunes femmes (au contraire de son ami Yannis Tsarouchis qui représentait de jeunes garçons et des adolescents) dans un cadre géométrique où elles se retrouvaient prisonnières, repliées sur elles-mêmes, symboles de leur propre finitude et mortalité. Dans ses dernières œuvres, Móralis insista plus sur Éros que sur Thanatos, devenant en même temps plus abstrait et moins coloré.
Il réalisa des décors de théâtre, des pochettes de disques ou des illustrations de recueil de poèmes. Il décora la façade du Hilton d'Athènes.